# Bystré (Stárkov)
Bystré (německy Wüstrei) je vesnice, část města Stárkov v okrese Náchod. Nachází se asi 1,5 km na jih od Stárkova. V roce 2009 zde bylo evidováno 82 adres. V roce 2011 zde trvale žilo 90 obyvatel.
Bystré leží v katastrálním území Bystré u Stárkova o rozloze 5,25 km².

## Galerie

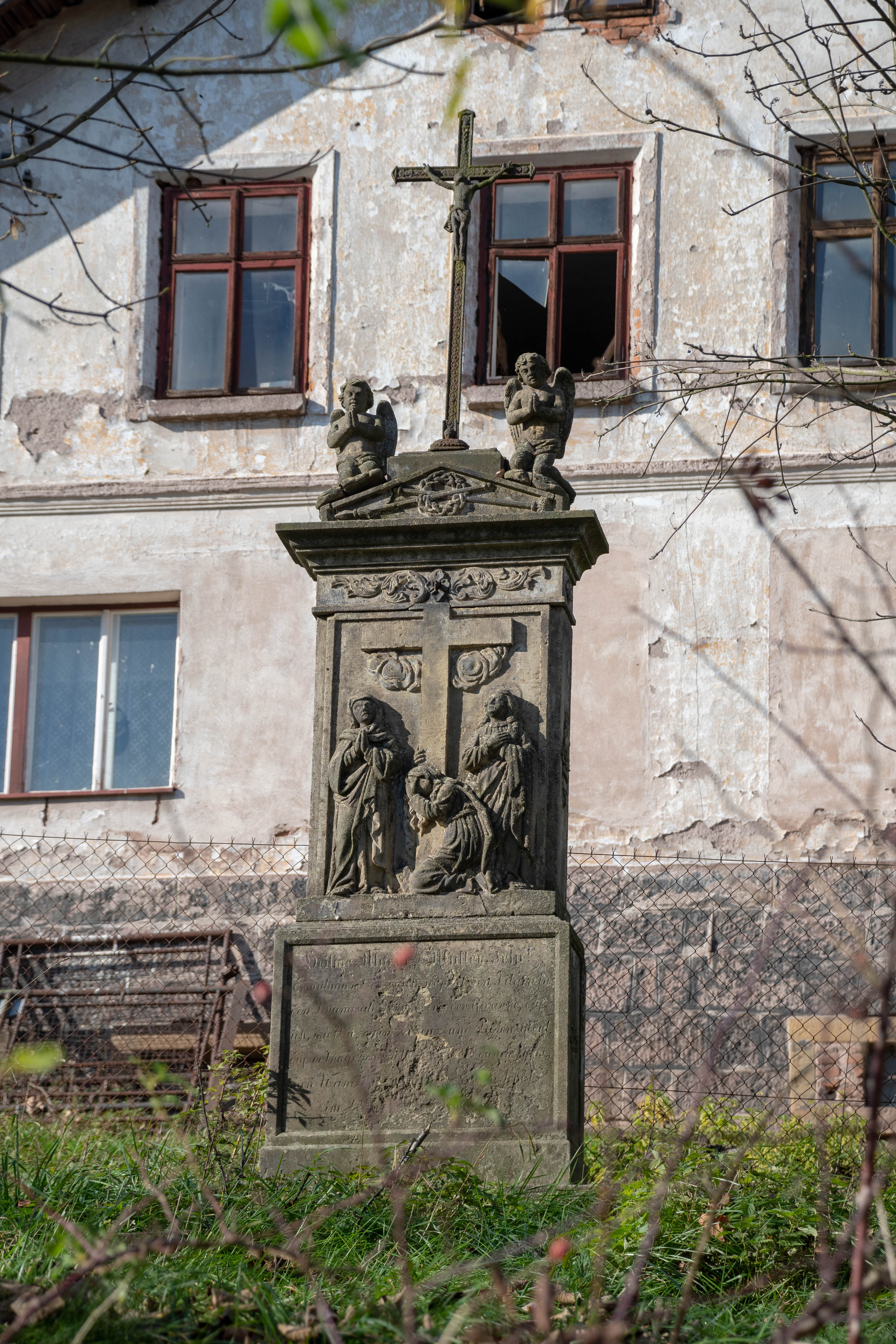
Křížek
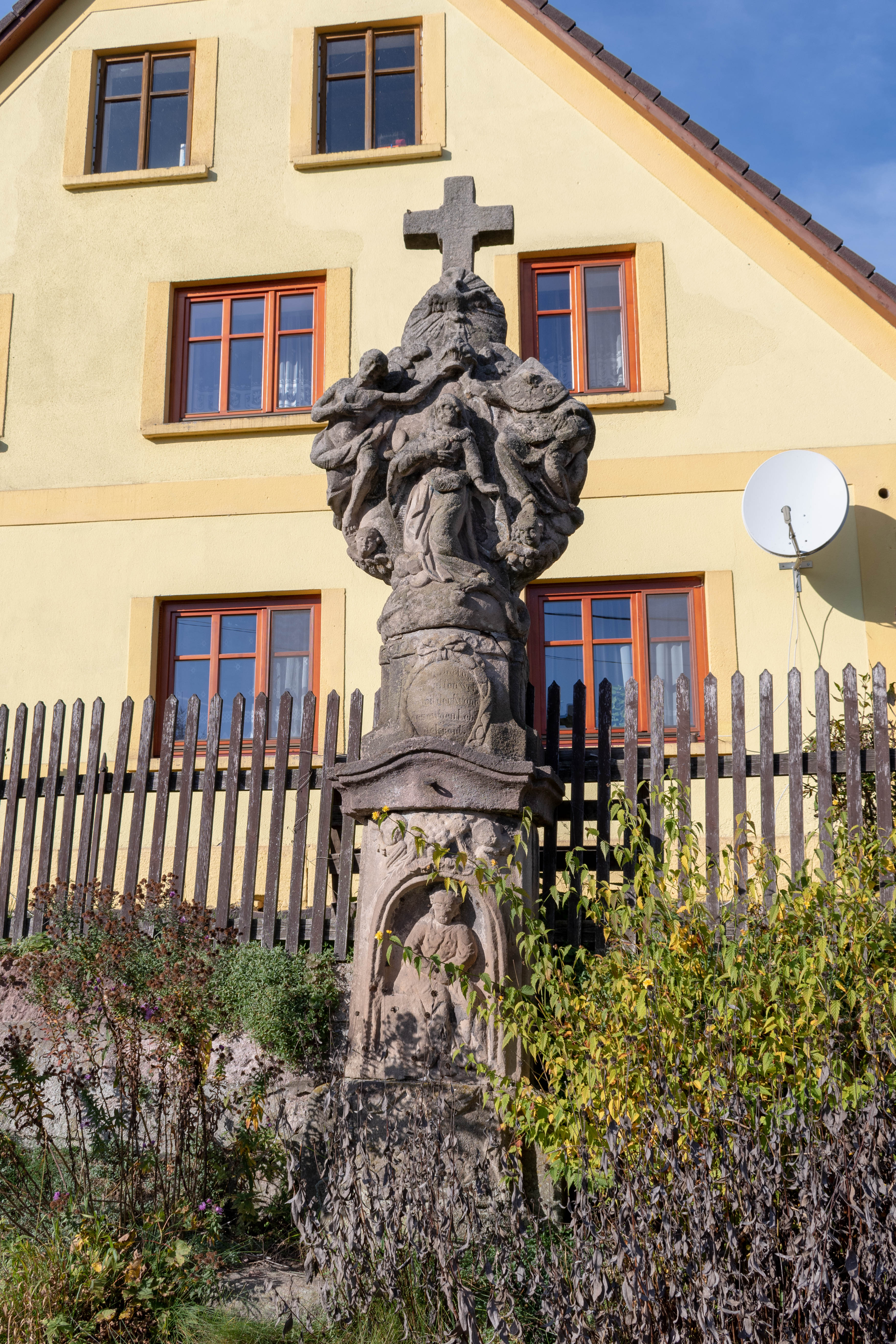
Socha Svaté Trojice